# ناثان بيكر
ناثان لوك بكر (بالإنجليزية: Nathan Luke Baker)‏ وهو لاعب كرة قدم إنجليزي في مركز قلب الدفاع ولد في يوم 23 أبريل 1991 في مدينة وستر في إنجلترا في المملكة المتحدة وهو يلعب حالياً مع نادي أستون فيلا وسبق له اللعب مع لنكولن سيتي ونادي ميلوول وقد لعب مع منتخب إنجلترا لكرة القدم تحت 21 سنة.

## روابط خارجية
- ناثان بيكر على موقع قاعدة بيانات كرة القدم.إي يو (الإنجليزية)
- ناثان بيكر على موقع Soccerbase.com (لاعب) (الإنجليزية)
- ناثان بيكر على موقع Soccerway.com (الإنجليزية)
- ناثان بيكر على موقع عالم كرة القدم.نت (الإنجليزية)
- ناثان بيكر على موقع AS.com (الإسبانية)